# Атомний руйнівний боєприпас T-4

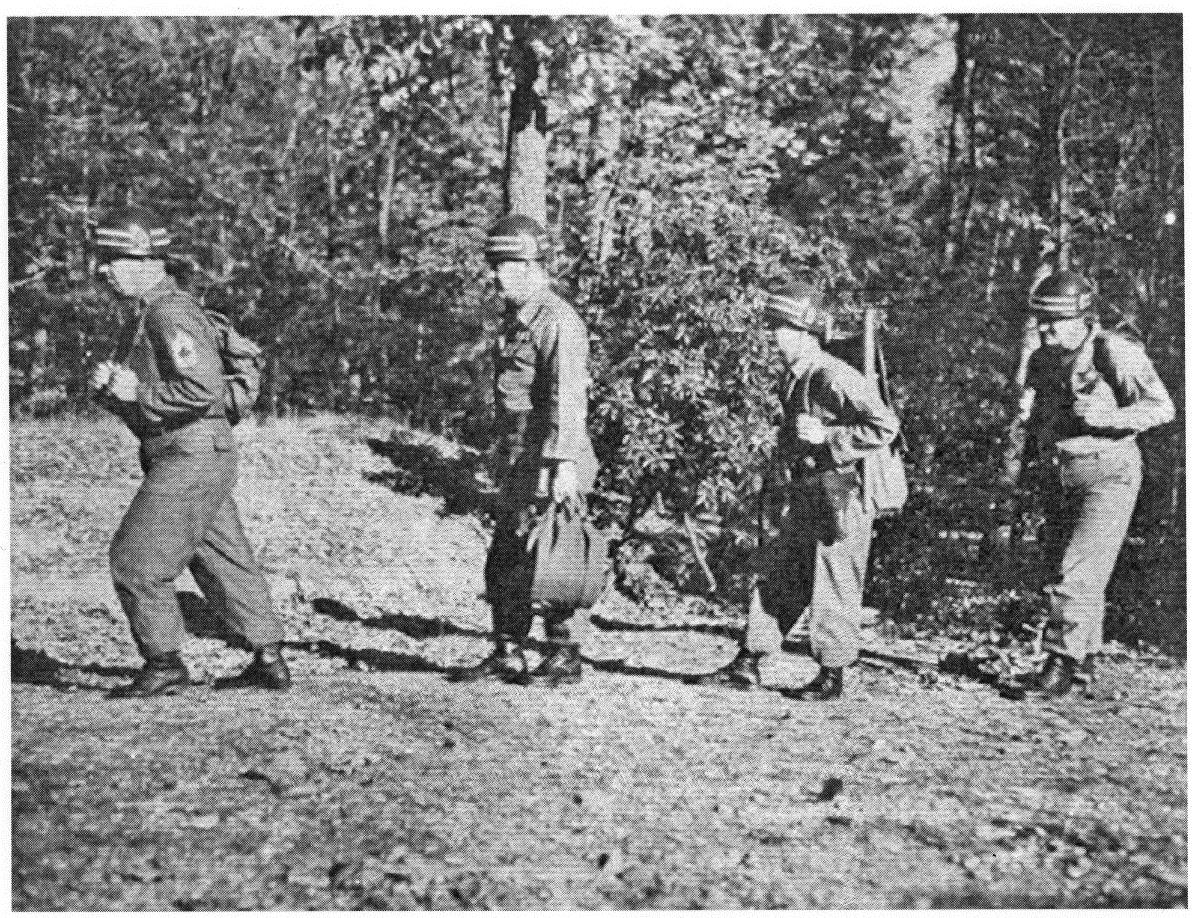
Четверо солдатів несуть атомний руйнівний боєприпас T4

T4 атомний руйнівний боєприпас — (англ. Atomic Demolition Munition, ADM) ядерна зброя, отримана від американського ядерного артилерійського снаряда W9.

## Історія
T4 був виготовлений у 1957 році з перероблених компонентів W9 і був на озброєнні до 1963 року, потім був замінений тактичними атомними боєприпасами W30 і W45 середніми атомними боєприпасами.
Зброя важила 73 кг і її можна було розбити на чотири частини, по 18 кг за секцію, для транспортування екіпажем із чотирьох осіб.

## Висвітлення в ЗМІ
У статті середини 1990-х років у журналі Soldier of Fortune колишній член групи підводного підриву ВМС США описав T4 ADM, не називаючи його назви. Опис був помірно докладним, включаючи те, що T4 був зібраний з кількох окремих компонентів:
- Збірка гарматного типу за принципом ділення «снарядом», пропелентом і попередньо зарядженим детонатором;
- Базовий вузол, до якого вкручується ствол гармати, який зазвичай обробляється порожнім;
- Три важкі кільця з пропеленту, які були додані до базової збірки та поставлялися в окремих футлярах для транспортування.

Ці п’ять компонентів збираються спочатку транспортуванням усіх п’яти компонентів до цільової зони, потім завантаженням трьох уранових кілець у базову збірку, а потім загвинчуванням ствола гармати до основи. Згідно зі статтею, два кодові замки з різними комбінаціями потім активувалися різними учасниками команди, після чого зброю можна було поставити на озброєння та встановити таймер. Повідомляється, що кожен компонент був достатньо важким, щоб забезпечити повне навантаження для одного члена команди.

## Дивись також
- Спеціальний атомний боєприпас W54